# Цесий
Цесий (чечен. ЦӀесий) — один из чеченских тайпов, входящий в тукхум шарой. Был расселён в основном в юго-восточной части Чечни. Его территория граничила на западе с Чаьнта и Дзумса, на севере с Дай, на востоке (по течению Шаро-Аргуна) с Химоем и Кири. По мнению чеченского исследователя-историка Явуса Ахмадова название тайпа («красное») скорее всего происходит от названия речки Цесин эрк левого притока Шаро-Аргуна (по другим данным Цай эхк).
На территории тайпа располагались селения Цеси, Курбанан дукъ, Сисилда, Хюйре, Ига аул, Цацакхи, Хасанан гала и др.